# Danimarca ai Giochi della XXVI Olimpiade
La Danimarca partecipò ai Giochi della XXVI Olimpiade, svoltisi ad Atlanta, Stati Uniti, dal 19 luglio al 4 agosto 1996, con una delegazione di 119 atleti impegnati in quattordici discipline.

## Risultati

### Calcio
- Donne

| Atleta | Classifica |                      |
| --- | --- | -------------------- |
| V · D · M Nazionale danese femminile · Calcio ai Giochi Olimpici Estivi 1996 1 Larsen · 2 Laursen · 3 B. Madsen · 4 Flæng · 5 Holm · 6 Petersen · 7 Christensen · 8 Kolding · 9 H. Jensen · 10 Krogh · 11 L. Madsen · 12 Terp · 13 Dot Eggers Nielsen · 14 Pedersen · 15 Bonde · 16 Bjerregaard · 17 C. Jensen · 18 Hansen · 19 Stelling · CT : Gantzhorn | 8° |                      |
| Nazionale danese femminile · Calcio ai Giochi Olimpici Estivi 1996 | |                      |
| 1 Larsen · 2 Laursen · 3 B. Madsen · 4 Flæng · 5 Holm · 6 Petersen · 7 Christensen · 8 Kolding · 9 H. Jensen · 10 Krogh · 11 L. Madsen · 12 Terp · 13 Dot Eggers Nielsen · 14 Pedersen · 15 Bonde · 16 Bjerregaard · 17 C. Jensen · 18 Hansen · 19 Stelling · CT: Gantzhorn                                                                               | 1 Larsen · 2 Laursen · 3 B. Madsen · 4 Flæng · 5 Holm · 6 Petersen · 7 Christensen · 8 Kolding · 9 H. Jensen · 10 Krogh · 11 L. Madsen · 12 Terp · 13 Dot Eggers Nielsen · 14 Pedersen · 15 Bonde · 16 Bjerregaard · 17 C. Jensen · 18 Hansen · 19 Stelling · CT: Gantzhorn | Danimarca (bandiera) |